# Waldemar Gustav Otto Bauditz
Waldemar Gustav Otto Bauditz (15. januar 1822 i København – 7. marts 1901 på Frederiksberg) var en dansk officer og politiker, bror til Ferdinand og Julius Bauditz.
Han var søn af generalmajor Ferdinand Christian Fürchtegott Bauditz. Han indtrådte på Landkadetakademiet 1834 og afgik fra samme som sekondløjtnant ved Livgarden til Fods 1839 med anciennitet fra 1. december 1838, i hvilken stilling han udnævntes til kammerjunker i 1840. Fra 1844-48 gennemgik han Den kongelige militære Højskole, udnævntes i 1847 til premierløjtnant à la suite i infanteriet og ved sin afgang fra skolen til premierløjtnant i Ingeniørkorpset. Fra 1848-51 var han ansat ved Feltingeniørdetachementet og deltog i alle tre krigsår, herunder i slagene ved Slesvig og Dybbøl i 1848, i Fredericias forsvar 1849 og i Slaget ved Isted 1850.
I 1851 blev han adjudant hos Ingeniørkorpsets chef, generalmajor Otto Schlegel. Efter krigen ansattes han ved Bygningstjenesten i København og som korpsadjudant.
Som de fleste af tidens unge var han stærkt politisk interesseret og følte sig knyttet til det nationalliberale parti, som hvis kandidat han blev valgt til Folketinget august 1852 i Fredensborgkredsen (Frederiksborg Amts 2. kreds). Hans politiske meninger stillede ham i opposition til regeringen, og da han fik det bestemte indtryk, at hans overordnede fandt, at hans politiske virksomhed ikke kunne forliges med hans stilling som officer, søgte og fik han sin afsked 6. december 1852, da posten som baneingeniør ved bygningen af den Sydslesvigske Jernbane blev tilbudt ham. Da pladsen skulle tiltrædes inden årets udgang, måtte han samtidig nedlægge sit folketingsmandat. 1855 overgik han som ingeniør til den Sjællandske Bane, hvor han forblev, til han 1. november 1870 måtte gå af på grund af svagelighed.
I 1857 havde han imidlertid erholdt nyt afskedspatent som kaptajn; fra 1860 var han medlem af direktionen for aktieselskabet Fredens Mølles Fabrikker og fra 1866-68 medlem af Frederiksberg Kommunalbestyrelse.
Bauditz har udfoldet en ikke ringe litterær virksomhed; han har således oversat T.B. Macaulays Englands Historie (1852-58) og romanen Catharina Ashton (1859) og leveret flere originale og oversatte bidrag til blade og tidsskrifter (1851-80) samt udgivet tidsskriftet I ledige Timer (1873-83). Endvidere bestemte han, at hans erindringer skulle udgives efter hans død. I 1903 udkom så Livserindringer.
Bauditz ægtede 18. december 1852 Elisabeth Johanne Henriette Owen (24. februar 1827 – 7. maj 1882), datter af vinhandler, fabrikejer og grosserer Joseph Owen. Han døde 7. marts 1901.
Han er begravet på Frederiksberg Ældre Kirkegård.